# Indohya typhlops
Indohya typhlops är en spindeldjursart som beskrevs av Harvey 1993. Indohya typhlops ingår i släktet Indohya och familjen Hyidae. Inga underarter finns listade i Catalogue of Life.